# Прибузьке (Вінницький район)
Прибу́зьке — село в Україні, у Лука-Мелешківській сільській громаді Вінницького району Вінницької області.
В середині XVI ст. в Брацлавськім воєводстві появляються нові поселення, серед них – село Скуринці, що було в держанні українського шляхтича Андрія Садовського. Село знаходилось на лівому березі Південного Бугу на відстані в 8 км. від Вінниці. Перелік жителів с. Скуринці за 1582 р. дозволяє дослідити етнічний склад жителів - засновників села. Цей перелік   засвідчує, що більшість прізвищ  закінчується на " енко", що  характерно для корінних жителів Брацлав'щини. Отже  це були корінні мешканці нашого краю, а не прийшлі колонізатори, яких розселяла шляхта з метою освоєння пустуючих земель.
Наступним державцем земель с. Скуринці після А. Садовського був теж український шляхтич Северин Кропивницький. Тоді в нашому селі було 26 тяглих людей, що працювали на пана панськими плерами, давали грошову дань на осип збіжжя (податок зерном переважно вівсом ): 12 загородників, які в додаток до городів мали свою ріллю. Був ще млин і три ставки на р. Чаплі.. Процвітаючим було і  фільваркове господарство, започатковане в селі одразу після заснування.
З 1603 року село передається в володіння польському шляхтичу А. Хрислинському.
Польська шляхта чинила жорсткий визиск селян, проте забезпечити їх надійною охороною від наскоків татарських завойовників - грабіжників не могла. Так в 1616 році татари вщент розорили Скуринці. Після нападу в селі залишилось тільки 4 осідлих людей, а було перед тим 40.
У XVIII ст. селом володів пан Шкуринецький, який запам'ятався тим, що не дав селянам обробляти рівнинні землі. З його прізвищем пов'язують назву села Шкуринці, яка проіснувала до 1964 року.
Ще одна пам'ятна дата для Шкуринців - у XVIII ст.    будівництво у  1751  році церкви. Вона   була   дерев'яна.   В    1855   році   по   "Височайшому"   велінні   храм   перебудували   за казенний рахунок і по плану у формі хреста. До парафії Шкуринці завжди належало с. Тютьки. В XIX ст. церковні землі становили 53 десятини  136 с. Також спостерігається інтенсивний ріст населення.
Церковно-приходська школа в Шкурницях відкрита в  1859 p., а шкільна будівля побудована в 1888 році.
Показовою в нашому селі була кампанія більшовиків проти церкви. Очевидці свідчать, що спроби перетворити церкву на клуб були, але громада села не допустила цього. І церква дивом залишилась і стоїть до сьогодні.
В 1964 році село Шкуринці перейменували на "Прибузьке". До 1970 р. колгосп називався "Комуніст", а з 1971 р. шовкорадгосп "Прибузький". Також до 1970 р. була Прибузька сільрада, а з 1971 року Прибузьке належить до Лука-Мелешківської сільради.
На 1987 рік в с. Прибузьке нараховувалось 212 дворів; 250 працездатних, 120 пенсіонерів, 94 дитини шкільного віку, 28 учасників Великої Вітчизняної війни, 22 вдови.
В 1991 році на краю села (біля самого берега річки Південний Буг) відкрили обеліск загиблим в 1941 році розвідникам . Це відбулось за  ініціативи колишнього командира взводу розвідки А.Б. Межерицера та комбата танкового полку І.Т.Павлова та інших ветеранів.
З 1986 року наше село з Вінницею і сусідніми селами Тютьки і Лука -Мелешківська з’єднане дорогою з твердим покриттям.
Телефонізація села почалася в 1988 році, в 1990 році з'явилася нова АТС, яка розміщувалася спочатку в Будинку культури,   а нині - в приміщенні школи.
На початку 80 - років через річку Південний Буг побудували пішохідний міст, в той же час село отримало і приміщення нового магазину.
В 1989 році побудована школа. А дитсадок, що планували почати будувати у 1989 p., так і не побудували. Коштами місцевого радгоспу цього ж року було також збудовано водогін. Деякий час він експлуатувався, правда на території , що покриває  половину села. Сьогодні водопостачання відновлено.
Ще за колгоспних часів збудовано будинок культури. Наприкінці 80-х років XX ст. в ньому було зроблено капремонт. На 1990 р. від нього не залишилось і сліду. На сьогодні цей об'єкт соціально-культурної сфери приватизовано і перебудовано. Це приватна власність, що має вигляд панського маєтку . Місцевих жителів на територію цього маєтку не пускають. Єдиним вогнищем культури залишається школа.
На початок 2008 року в селі Прибузьке нараховується 207 дворів і 380 жителів.
Функціонує відділення Укрпошти та фельдшерсько - акушерський пункт у приміщенні старої школи.

## Археологічні пам'ятки
У селі виявлено поселення трипільської культури. Пам'ятка розташована поблизу села.

## Населення

### Мова
Розподіл населення за рідною мовою за даними перепису 2001 року:
| Мова       | Кількість | Відсоток |
| ---------- | --------- | -------- |
| українська | 373       | 97.39%   |
| російська  | 10        | 2.61%    |
| Усього     | 383       | 100%     |

## Галерея
|                               |
| Церква Успіння Пр. Богородиці |

|                |
| Церква. Ракурс |

|                 |
| Церковні дзвони |

|                               |
| Могила на церковному подвір'ї |

|       |
| Школа |

|          |
| Меморіал |

|                   |
| Автобусна зупинка |

|                     |
| Маєток “Park Manor” |